# Eiserne Front

Logo Frontu Żelaznego, Trzy Strzały

Eiserne Front (z niem. Front Żelazny) – koalicja socjaldemokratycznych organizacji popierających demokrację i ustrój republikański w tak zwanej Republice Weimarskiej.

## Historia
W Magdeburgu, 16 grudnia 1931 roku na zebraniu przywódców organizacji demokratycznych, zapoczątkowano z inicjatywy Reichsbanneru działalność Frontu Żelaznego. W zebraniu uczestniczyli przedstawiciele: SPD, Reichsbanneru, central związków zawodowych: ADGB i Afa-Bund (niem. Allgemeiner freier Angestelltenbund) i związku robotniczych stowarzyszeń sportowych ATSB (niem. Arbeiter Turn- und Sportbundes). Organizacja miała za cel obronę republiki i miała stanowić przeciwwagę dla Frontu Harzburskiego. Występując przeciwko NSDAP w 1932 roku front poparł kandydaturę Hindenburga przeciw Hitlerowi w wyborach prezydenckich.
Front Żelazny przestał istnieć po dojściu NSDAP do władzy, z chwilą likwidacji niezależnego ruchu związkowego Niemiec w maju 1933 roku.